# بابا فين
بابا فين هي أغنية مصرية موجهة للأطفال صدرت عام 2002 من ألبوم فري بابي. قام بغناء الأغنية مجموعة من الأطفال من معهد الكونسرفتوار وكلمات وألحان مصطفى كامل وإنتاج وإخراج نصر محروس. حققت الأغنية نجاح كبير في مصر والوطن العربي. وحققت مبيعات ضخمة في سوق الكاسيت المصري متفوقة على ألبومات لنجوم مثل راغب علامة، عاصي الحلاني، ديانا حداد، مصطفى قمر وهشام عباس.

## الفيديو كليب
الأطفال في الفيديو كليب كانوا يعملون في مجال الإعلانات ثم عرض عليهم المشاركة في الأغنية وكان دورهم الرقص فقط، إذ لم يغنوا والذين غنوا هم أطفال مختلفين.

## كلمات الأغنية
آلو آلو .. بابا فين .. بابا هنا هنا أهو .. أقوله مين
قوله عمو .. عمو مين .. أقوله مين بيكلمه
عمو عمو عمو .. نعم .. شوفت حصللي ايه
عمو عمو عمو .. شوفت جرالي ايه
شوفت البراية .. براية ايه .. كانت ويايا إديتها لصاحبي
قالي هرجعها .. خدها وضيعها .. وأنا قولت لبابا
طب هو فين؟؟ بابا هنا هنا أهو اقوله مين .. أنا عمو .. عمو مين أقوله مين بيكلمه .. يا عم أنا عمو
آلو آلو آلو آلو .. مين الحلوة .. أنا توتة .. توتة مين .. أخت بوتة
ابن بابا .. أنا عايز بابا .. بابا هنا هنا أهو أقوله مين .. قوليله عمو .. عمو مين أقوله مين بيكلمه
عمو عمو عمو .. شوفت أنا حلوة إزاي
عمو عمو عمو .. شوفت أنا طعمة إزاي
أنا كلت الكاكا .. كلت الشيوكلاتة اتبقت حتة
خليتها لبوتة وكلتها القطة .. وأنا قولت لبابا
بابا فين .. بابا هنا هنا أهو أقوله مين .. قوليله عمو .. عمو مين أقوله مين بيكلمه
آلو آلو آلو آلو .. وانت مين .. أنا صاحبهم .. صاحب مين .. لولو قريبهم .. لولو مين .. لولو حبيبهم
عمو عمو عمو .. نعم .. بص هقولك ايه .. ايه
عمو عمو عمو انت بتزعل ليه
اسمع فزورة حلوة صغيورة خرجت من بيتها تاهت ولاقيتها عارف لو حليتها هندهلك بابا
بابا فين .. بابا هنا هنا أهو أقوله مين .. قوله عمو .. عمو مين أقوله مين بيكلمه

## وصلات خارجية
- فيديو كليب أغنية "بابا فين على يوتيوب